# Lepidonotus hedleyi
Lepidonotus hedleyi är en ringmaskart som beskrevs av Benham 1915. Lepidonotus hedleyi ingår i släktet Lepidonotus och familjen Polynoidae.
Artens utbredningsområde är Röda havet. Inga underarter finns listade i Catalogue of Life.